# Волошин Ігор Михайлович
І́гор Миха́йлович Воло́шин — майор[джерело?], Державна прикордонна служба України, учасник російсько-української війни.
Станом на лютий 2017-го — старший офіцер-старший викладач, Навчальний центр підготовки молодших спеціалістів Державної прикордонної служби України.

## Нагороди
21 серпня 2014 року — за особисту мужність і героїзм, виявлені у захисті державного суверенітету та територіальної цілісності України, вірність військовій присязі під час російсько-української війни, відзначений — нагороджений орденом «За мужність» III ступеня.